# Tange (Viborg Kommune)
 For alternative betydninger, se Tange (flertydig). (Se også artikler, som begynder med Tange)
Tange er en landsby i Midtjylland med 301 indbyggere  (2024). Tange er beliggende seks kilometer sydvest for Bjerringbro og seks kilometer øst for Rødkærsbro. Byen ligger i Region Midtjylland og hører til Viborg Kommune. Tange er beliggende i Højbjerg Sogn. Landsbyen ligger ned til Tange Sø og Gudenaacentralen ligger nær Tange.